# Weibersbrunn
Weibersbrunn là một đô thị nằm ở huyện Aschaffenburg thuộc vùng hành chính Unterfranken, bang Bayern, Đức. Nơi đây có dân số gần 2.000 người.